# L'Inspecteur Klebs
L'inspecteur Klebs est une série de bande dessinée de Jean-Pierre Dirick préfacée par Allain Bougrain-Dubourg.

## Thème
Pour mieux faire comprendre aux jeunes de tous les pays les problèmes de protection des animaux, le dessinateur Dirick a créé un monde à l’envers ou les humains sont à la place des animaux et les animaux à la place des humains.
Dans cet univers inversé, pour protéger l’espèce humaine et éviter son extinction, les animaux ont fondé la Société Protectrice des Humains.
Chaque album développe un thème sur la protection de la nature et des animaux de façon didactique.

## Parutions
6 albums sont parus :
- Le Voleur d'Humains (1990), éditions Steinbert - SPA puis éditions Arcimboldo (réédition)
- Peau d'hommes (1993), éditions Steinbert - SPA puis éditions Arcimboldo (réédition)
- Traficafricque (1996), SPA puis Ratatosk (réédition)
- Pittboull (2000), Demgé Productions
- Le mystère Egyptchien (2002)[3], Le Coffre à BD
- Malbouffe (2007), Le Coffre à BD

Note : un autre tome indépendant, mais qui peut être considéré comme le tome 7, intitulé L’Arche (éditions Arcimboldo), élaboré en 2012, parait pour la Foire internationale de Milan 2015, son thème étant « Nourrir la Planète, Énergie pour la Vie ».